# Brachyelytrum
Brachyelytrum Beauv., 1812 è un genere di piante angiosperme monocotiledoni appartenente alla famiglia Poaceae (sottofamiglia Pooideae). È l'unico genere della tribù Brachyelytreae Ohwi, 1941.

## Etimologia
Il nome del genere deriva da due parole greche "brachys = corto" e "elytron = guaina" e si riferiscono alle piccole glume dell'infiorescenza rispetto alla lunghezza delle spighette.
Il nome scientifico del genere è stato definito dal naturalista e botanico francese Ambroise Marie François Joseph Palisot de Beauvois (Arras, 27 luglio 1752 – Parigi, 21 gennaio 1820) nella pubblicazione "Essai d'une Nouvelle Agrostographie; ou Nouveaux Genres des Graminées; Avec Figures Représentant les Caractéres de tous le Genres. Imprimerie de Fain. Paris" (Ess. Agrostogr. 39. t. 9. f. 2.) del 1812. Il nome scientifico della tribù è stato definito dal botanico contemporaneo Jisaburo Ohwi (1905-1977) nella pubblicazione "Botanical Magazine. [Shokubutsu-gaku zasshi]. Tokyo" (Bot. Mag. Tokyo - 55: 361.) del 1941.

## Descrizione

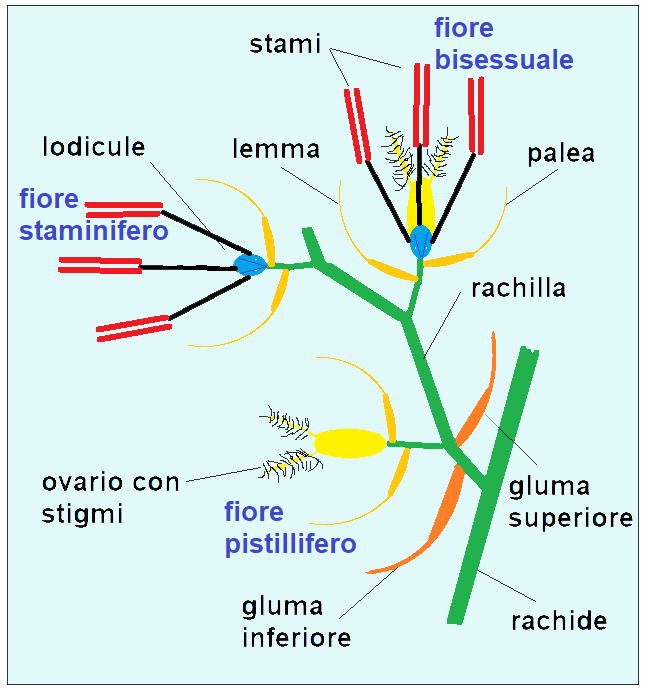
Spighetta generica con tre fiori diversi

### Portamento
Il portamento delle specie di questo genere è perenne, eretto con corti rizomi. Altezza massima: 102 cm. I culmi sono cavi a sezione più o meno rotonda. In queste specie mancano i "micropeli".

### Foglie
Le foglie lungo il culmo sono disposte in modo alterno, sono distiche e si originano dai vari nodi. Sono composte da una guaina abbracciante il fusto e priva di auricole, una ligula membranosa e a volte cigliata e una lamina lanceolata e larga. Le venature sono parallelinervie; quelle trasversali sono assenti. Non sono presenti i pseudopiccioli e, nell'epidermide delle foglia, le papille.

### Infiorescenza
- Infiorescenza principale (sinfiorescenza o semplicemente spiga): le infiorescenze, ascellari e terminali, sono ramificate e sono formate da una spighetta solitaria ed hanno la forma di una pannocchia.
- Infiorescenza secondaria (o spighetta): le spighette, con forme lanceolate e dorsoventralmente compresse, sottese da due brattee distiche e strettamente sovrapposte chiamate glume (inferiore e superiore), sono formate da un fiore. Alla base di ogni fiore sono presenti due brattee: la palea (un profillo con due venature e cigliato) e il lemma. La disarticolazione avviene con la rottura della rachilla tra i fiori o sopra le glume persistenti. Delle due glume quella inferiore è minuta o può essere del tutto mancante, quella superiore è molto più corta del fiore. L'apice del lemma, pubescente, è intero. L'estensione della rachilla è sterile.

### Fiori
I fiori fertili sono attinomorfi formati da 3 verticilli: perianzio ridotto, androceo e gineceo.
- Formula fiorale:[7]
  - , P 2, A (1-)3(-6), G (2–3) supero, cariosside.
- Il perianzio è ridotto e formato da due lodicule, delle squame traslucide, poco visibili (forse relitto di un verticillo di 3 sepali). Le lodicule sono membranose e non vascolarizzate.
- L'androceo è composto da 3 stami ognuno con un breve filamento libero, una antera sagittata e due teche. Le antere sono basifisse con deiscenza laterale. Il polline è monoporato.
- Il gineceo è composto da 3 (2) carpelli connati formanti un ovario supero. L'ovario, glabro, ha un solo loculo con un solo ovulo subapicale (o quasi basale). L'ovulo è anfitropo e semianatropo e tenuinucellato o crassinucellato. Lo stilo, breve, è unico con due stigmi papillosi (lo stilo ha due rami distinti).

### Frutti
I frutti sono del tipo cariosside, ossia sono dei piccoli chicchi indeiscenti, fusiformi, pubescenti, scanalati e con becco, nei quali il pericarpo è formato da una sottile parete che circonda il singolo seme. In particolare il pericarpo è fuso al seme ed è aderente. L'endocarpo non è indurito e l'ilo è lungo e lineare. L'embrione è piccolo e provvisto di epiblasto ha un solo cotiledone altamente modificato (scutello con o senza fessura) in posizione laterale. I margini embrionali della foglia si sovrappongono.

## Biologia
In generale nelle Poaceae la fecondazione avviene fondamentalmente tramite l'impollinazione dei fiori per via  anemogama. Gli stigmi piumosi sono una caratteristica importante per catturare meglio il polline aereo.
I semi cadendo a terra, dopo aver eventualmente percorso alcuni metri a causa del vento (dispersione anemocora) sono dispersi soprattutto da insetti tipo formiche (mirmecoria).

## Distribuzione e habitat
La distribuzione delle specie di questo genere è asiatica (orientale) e nord americana.

## Tassonomia
La famiglia delle Poacee comprende circa 800 generi e oltre 9.000 specie. È una delle famiglie più numerose e più importanti del gruppo delle monocotiledoni. La famiglia è suddivisa in 12 sottofamiglie, il genere Brachyelytrum fa della sottofamiglia Pooideae, tribù Brachyelytreae.

### Specie
Il genere comprende le seguenti specie:
- Brachyelytrum aristosum (Michx.) Trel., Branner & Coville, 1888
- Brachyelytrum erectum (Schreb.) P.Beauv., 1812
- Brachyelytrum japonicum (Hack.) Matsum. ex Honda, 1930

### Filogenesi
Il genere Brachyelytrum è "gruppo fratello" al resto della sottofamiglia, e con le tribù Nardeae e Lygeeae rappresenta il primo ramo divergente delle Pooideae. In precedenza Brachyelytrum è stato collocato all'interno della sottofamiglia Bambusoideae sulla base della sua struttura embrionale; ma è chiaramente "imparentato" con le Pooideae per la presenza nell'embrione di un epiblasto e altri caratteri comuni alla sottofamiglia. Il carattere relativo alla sovrapposizione dei margini embrionali della foglia è plesiomorfo.
La tribù Brachyelytreae (il cui unico genere è Brachyelytrum) insieme alle tribù Lygeeae, Nardeae, Duthieeae e Phaenospermateae formano la supertribù Nardodae.
Il numero cromosomico delle specie del genere è: 2n = 22.